# Élie Fleur
Joseph Nicolas Élie Fleur, né le 2 décembre 1864 à Morville-sur-Nied et mort le 9 mars 1957 (ou le 11 mars 1957) à Novéant-sur-Moselle,,, est un bibliothécaire, écrivain, naturaliste, historien et folkloriste de la région de Metz.

## Biographie
Élie Fleur suit ses études au petit séminaire de Montigny-lès-Metz, puis au Grand séminaire de Metz. Il devient professeur dans l'enseignement catholique jusqu'en 1901[réf. nécessaire]. 
Atteint de surdité, il renonce à la prêtrise et à l'enseignement et devient collaborateur à la bibliothèque municipale de Metz, puis rédacteur en chef du journal catholique pro-français le Courrier de Metz en 1910. Il est déporté par les Allemands en 1914 et est emprisonné pendant 21 mois à la forteresse d'Ehrenbreitstein,. À sa sortie, il est correcteur d'imprimerie à Paderborn (en résidence surveillée) puis secrétaire à l'office de recherche des disparus.
Lorsqu'il rentre à Metz en décembre 1918, il est nommé bibliothécaire adjoint de la bibliothèque municipale. Son activité de bibliothécaire se concentre notamment sur l'amélioration des catalogues. Il devient aussi membre de l'Académie de Metz et de la Société d'histoire naturelle de la Moselle.
En 1919, le district de Lorraine étant devenu français, il devient membre titulaire de l'|Académie nationale de Metz en 1924. Il est en 1936 officier d'instruction publique[réf. nécessaire]
La cour de la médiathèque de Metz porte son nom.

## Publications
Ses livres et articles concernent l'histoire locale, religieuse et littéraire, le folklore, l'histoire des sociétés savantes et les sciences naturelles, dont la médecine, la pharmacie, la botanique et la zoologie,. Ils portent aussi sur les reliures, sur la typographie et sur l'imprimerie. En particulier, Élie Fleur laisse des travaux sur la naissance de l'imprimerie à Metz.
Les Cahiers Élie Fleur publiés par la bibliothèque de la Ville de Metz en 1990 font la liste de ses rares essais de littérature : Promenades d'un flâneur naturaliste, La Revanche du Petit Poucet… Son Essai sur la vie et les œuvres d'Henry-Charles du Cambout, duc de Coislin (1937) est récompensé par le prix Auguste Prost de l'Académie des inscriptions et belles-lettres.
Il rédige les Tables des Mémoires de l'Académie de Metz, en deux volumes : 1819-1903 et 1904-1930.
Ses très nombreux écrits, articles, opuscules et monographies se trouvent surtout dans les Cahiers lorrains et dans L'Austrasie, dont il a été collaborateur, ainsi que dans le Pays lorrain, dans les Mémoires de l'Académie de Metz et dans le Bulletin de la Société d'Histoire Naturelle de la Moselle :
- Les Français à Metz en 1552. Un crime allemand : l'empoisonnement des intelligences dès l'école primaire, 1924 (BNF 32111329)
- Essai de biographie de François-Michel Chabert... 1829-1885..., Impr. Lorraine, 1927 (BNF 32111327)
- Notice biographique sur M. Ad. N. Bellevoye, Impr. de P. Ever, 1913 (BNF 32111336)
- Cent ans d'activités scientifiques, Bulletin de la Société d'Histoire Naturelle de la Moselle, 34e cahier, Metz, 1935.

## Distinctions
- Officier de l'ordre des Palmes académiques